# Fähre Barcarin

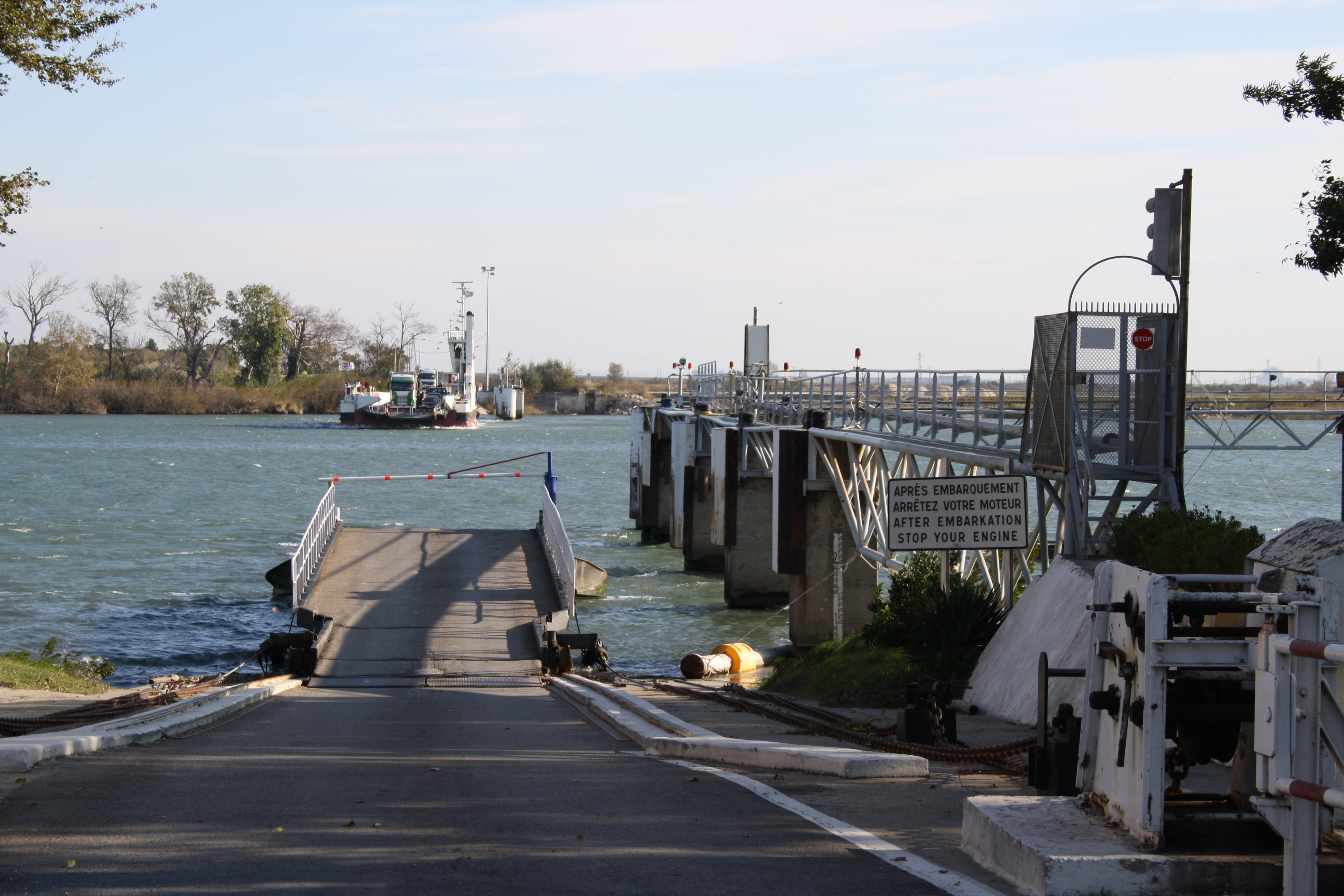
Fähre Barcarin mit altem westlichen Anleger (2009)

Die Fähre Barcarin (französisch Bac de Barcarin) verbindet die Ufer der Großen Rhône in Höhe des Orts Salin-de-Giraud in Frankreich.

## Geschichte und Beschreibung

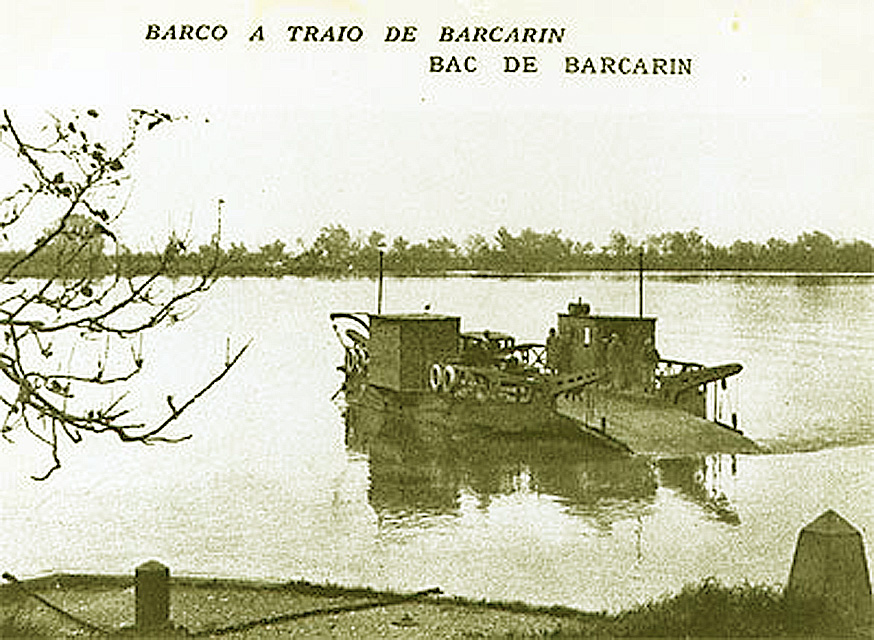
Gierseilfährschiff Barcarin 1

Die Große Rhône (französisch Grand-Rhône) ist der östliche der beiden Mündungsarme der Rhône ins Mittelmeer. Südlich von Arles gab es lange keine Möglichkeit, ihn zu überqueren. Eine erste Fährverbindung mittels eines 10 × 3 m messenden Kahns wurde 1827 eingerichtet und 1841 wieder eingestellt. 1855 wurde die Genehmigung für den Betrieb einer Fähre in Port-Saint-Louis-du-Rhône erteilt, die den Ort mit dem Jagdrevier Domaine de la Palissade verband. Bis 1933 boten lediglich einige Fährmänner mit ihren Kähnen die Möglichkeit, über den Fluss zu gelangen. 1932 entschied das Département Bouches-du-Rhône, das Queren der Großen Rhône mittels einer Gierseilfähre zu modernisieren.
Am 8. Oktober 1933 wurde die Fähre Barcarin eröffnet, deren rund 15 m langes Boot den Kahn „Bette“ ablöste. An der Stelle ist der Fluss zwischen den Departementsstraßen D 36 und D 35B 430 m breit. Für die Fährleute wurde am rechten Ufer ein Wohnhaus errichtet, das nach wie vor existiert. Während ihres Rückzugs aus der Camargue versenkten die deutschen Soldaten 1944 das Fährschiff Barcarin 1. Erst 1956 konnte der öffentliche Verkehr wieder aufgenommen werden. Die neuen Fährschiffe Barcarin 2 und Barcarin 3 (Inbetriebnahme 1967) besaßen vorn und hinten Rampen, waren selbstfahrend und dank beidseitiger Schrauben gut zu manövrieren. Der Bau des Schiffsrumpfs mit geringem Tiefgang ermöglichte eine gute Lage auch bei heftigem Mistral oder vom Meer hereinkommenden Wellen.
1987 wurde das Schiff Barcarin 2 durch die Fähre Barcarin 4 ersetzt. Seit 1999 ist das Syndicat Mixte des Traversées du Delta du Rhône (SMTDR) Betreiber der Fährverbindung. Im Jahr 2011 ersetzte das 2010 gebaute Fährschiff Barcarin 5 die Barcarin 3, und zusätzliche Anlegestellen wurden in Betrieb genommen.
Die Fährverbindung ist täglich zwischen 4:40 Uhr und 2:00 Uhr ganzjährig in Betrieb. Sie hat im Sommer touristische Bedeutung als Zugang zum Regionalen Naturpark Camargue; insgesamt macht aber der Lastwagenverkehr mindestens 46 % der Passagen jährlich aus. Im Jahr 2002 benutzten 557.908 Fahrzeuge die Fähren. Seit 2001 verkehren in der Hochsaison zwei Fährschiffe gleichzeitig.

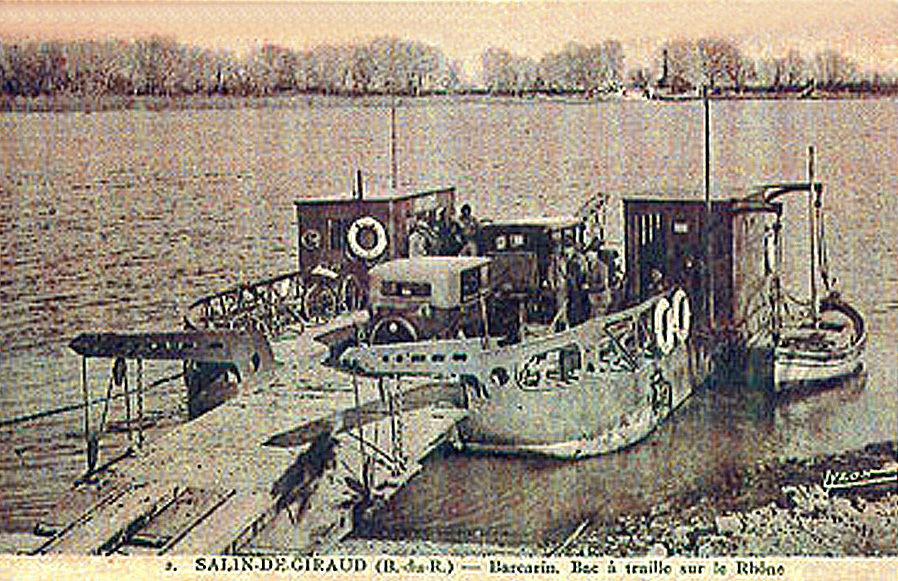
1944 von den Deutschen versenktes Fährschiff Barcarin 1
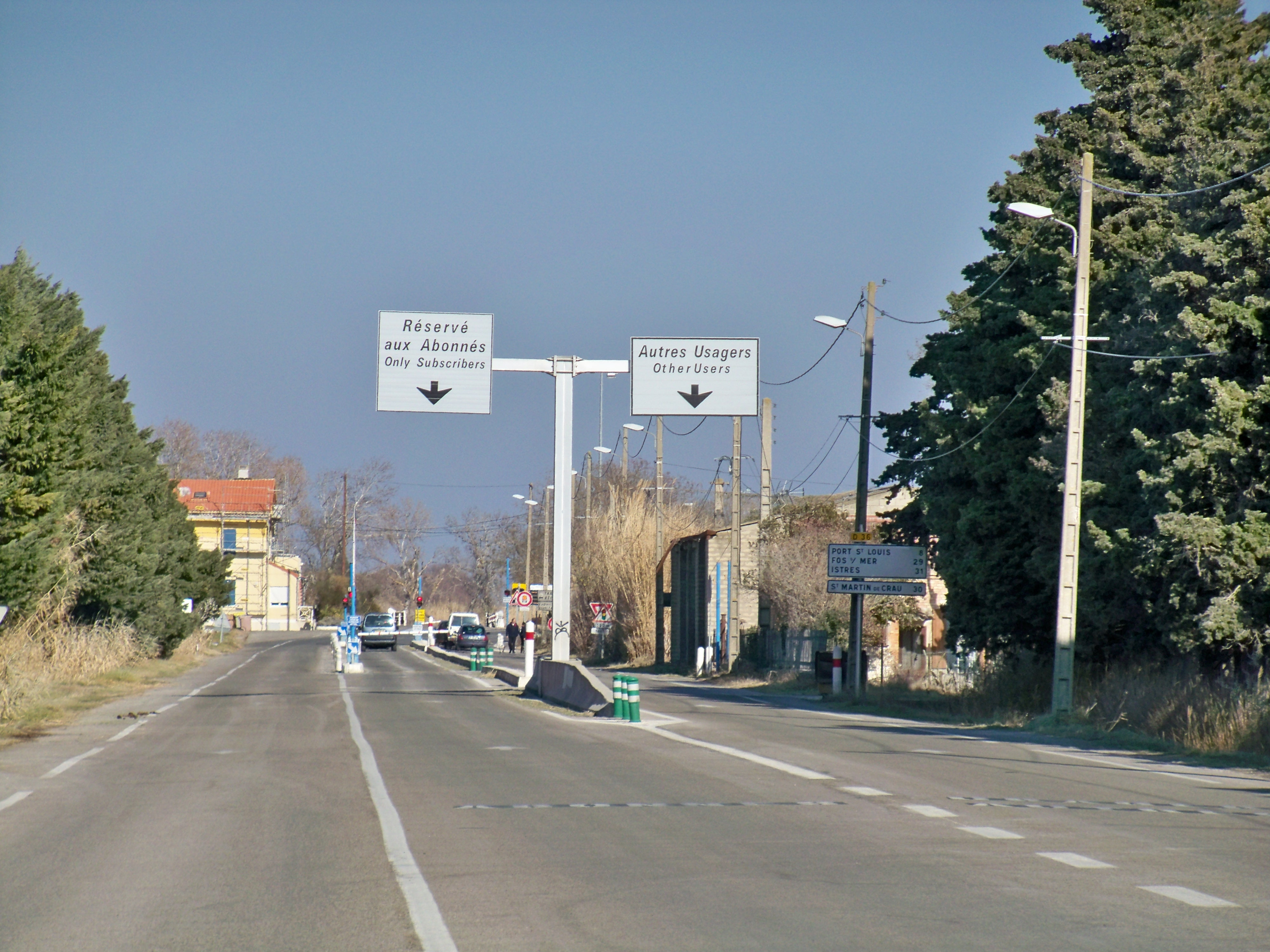
Zufahrt am Westufer, links das 1933 errichtete Wohnhaus der Fährleute
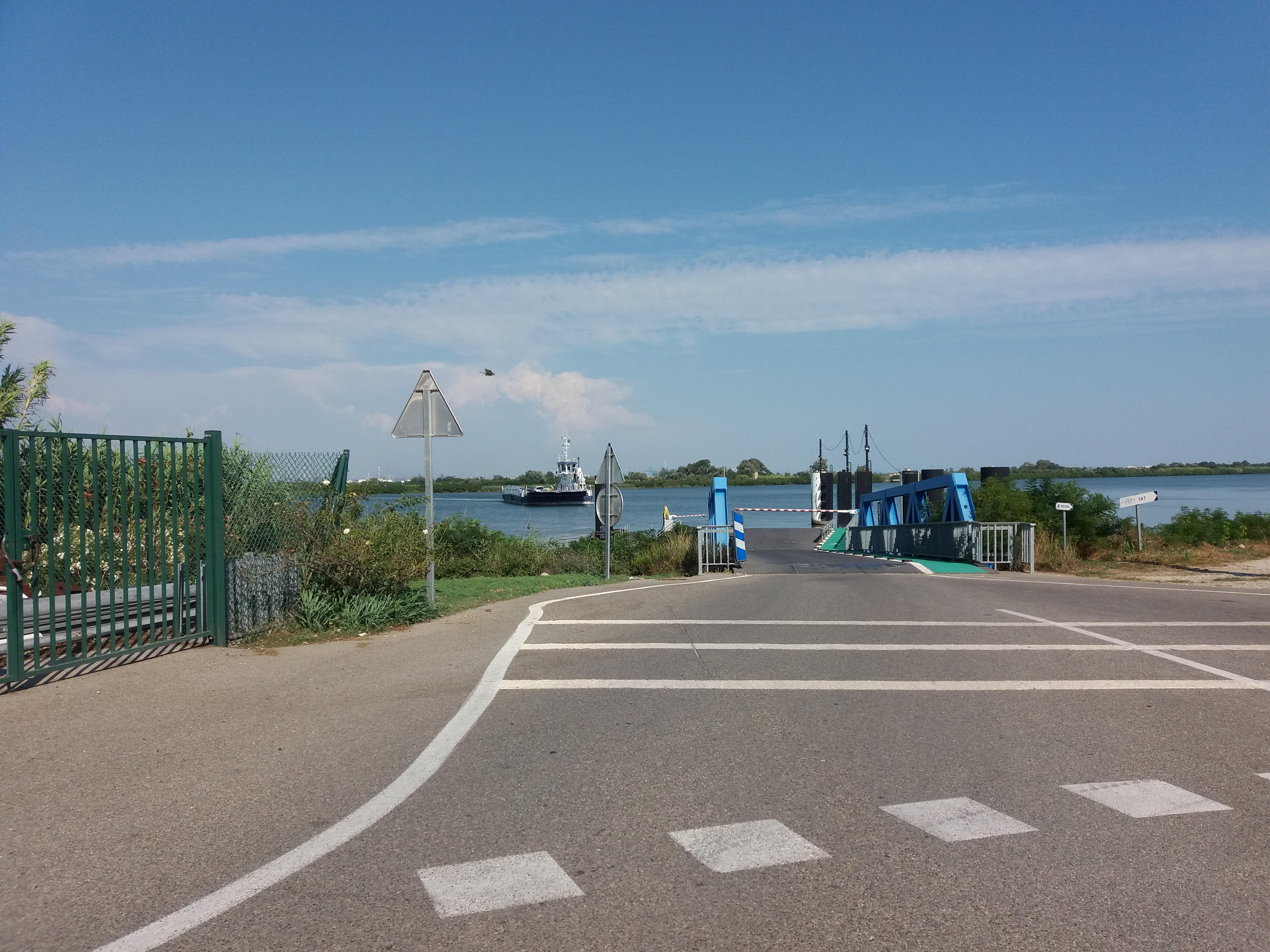
Neuer Anleger am Westufer

## Fahrzeuge

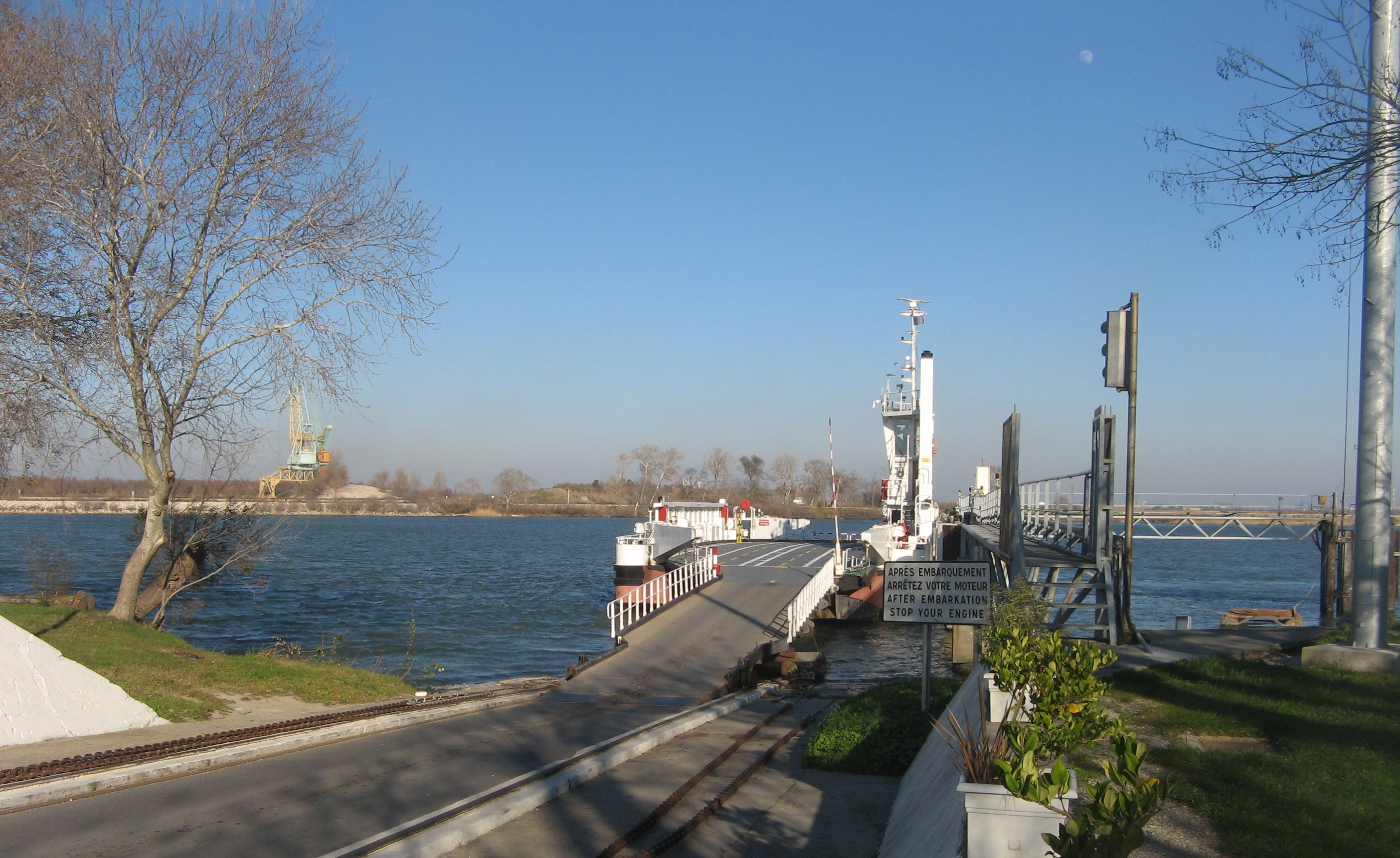
Fähre Barcarin 4 am alten westlichen Anleger (2007)

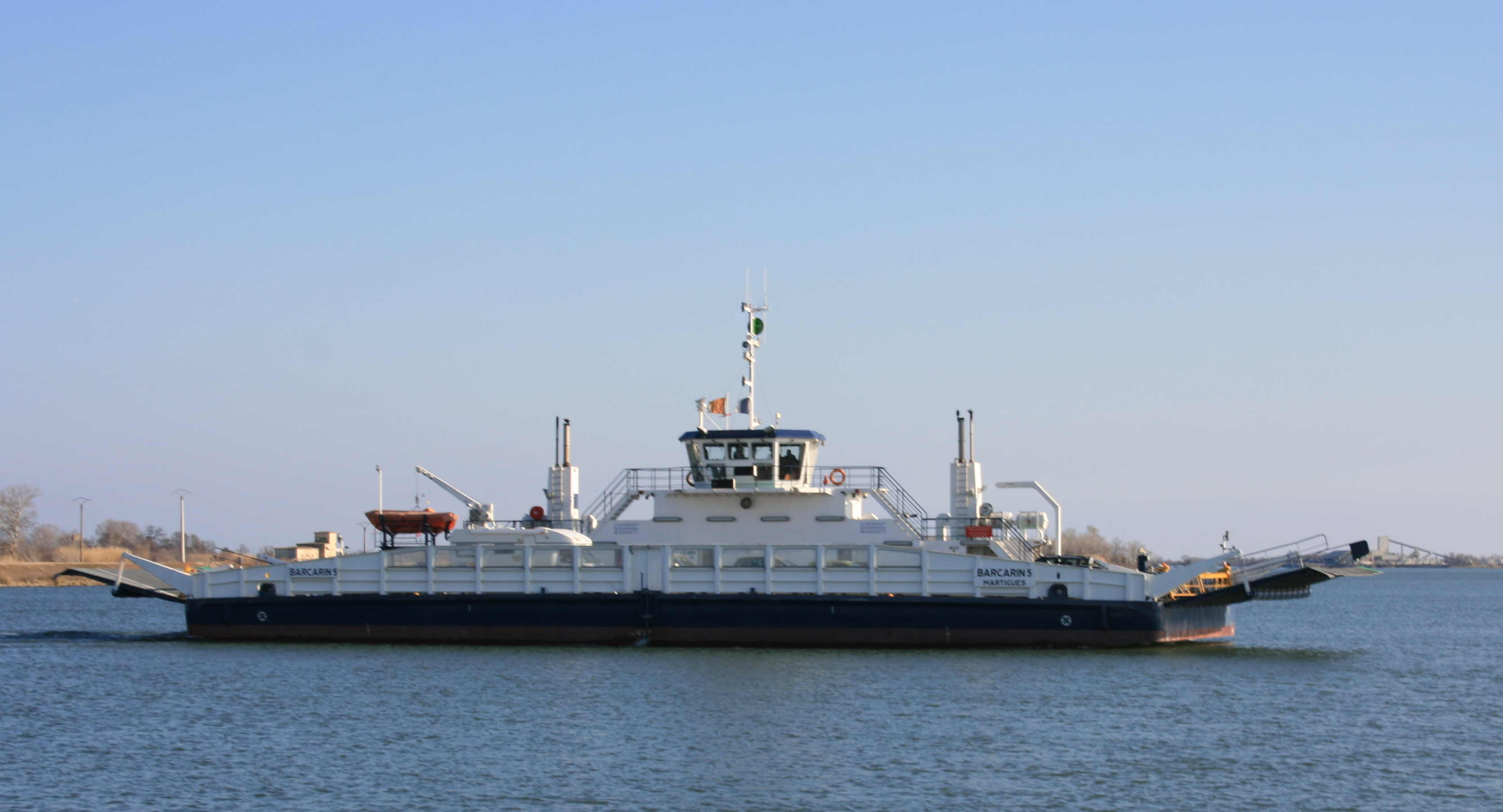
Modernstes Fährschiff Barcarin 5

- Barcarin 3[2] (nicht mehr in Betrieb)[6]

Länge: 31,80 m
Breite: 12,50 m
Tiefgang (beladen): 1,75 m
Raummaß: 335 BRT
Motorisierung: 2×430 PS
Maximale Nutzlast: 100 t
- Barcarin 4[2]

Länge: 48,50 m
Breite: 12,50 m
Tiefgang (beladen): 1,86 m
Raummaß: 404,66 BRT
Motorisierung: 2×386 kW
Maximale Nutzlast: 200 t
- Barcarin 5[4]

Länge: 46,00 m
Breite: 14,20 m
Tiefgang (beladen): 1,80 m
Raummaß: 498 BRZ
Motorisierung: 2×570 kW